# فيراري كاليفورنيا
فيراري كاليفورنيا (بالإنجليزية: Ferrari California)‏هي سيارة سياحية كبرى يتم إنتاجها من قبل شركة فيراري .

## وصلات خارجية
- Photoshoot of a Ferrari California